# Vusanje
Vusanje (en serbe cyrillique : Вусање, en albanais : Vuthaj) est un village du nord-est du Monténégro, dans la municipalité de Plav.

## Démographie

### Évolution historique de la population
| 1948 | 1953 | 1961 | 1971  | 1981  | 1991  | 2003 |
| ---- | ---- | ---- | ----- | ----- | ----- | ---- |
| 781  | 859  | 935  | 1 103 | 1 399 | 1 103 | 866  |